# Route départementale 109 (Isère)
Route du Collet d'Allevard
Pour les articles homonymes, voir Route 109.
La route départementale 109, RD 109 ou route du Collet d'Allevard est une route départementale de France située en Isère. Route de montagne en impasse, elle permet de gagner la station de sports d'hiver du Collet d'Allevard depuis le bourg d'Allevard situé au sud-est de Chambéry, dans la chaîne de Belledonne.

## Tracé

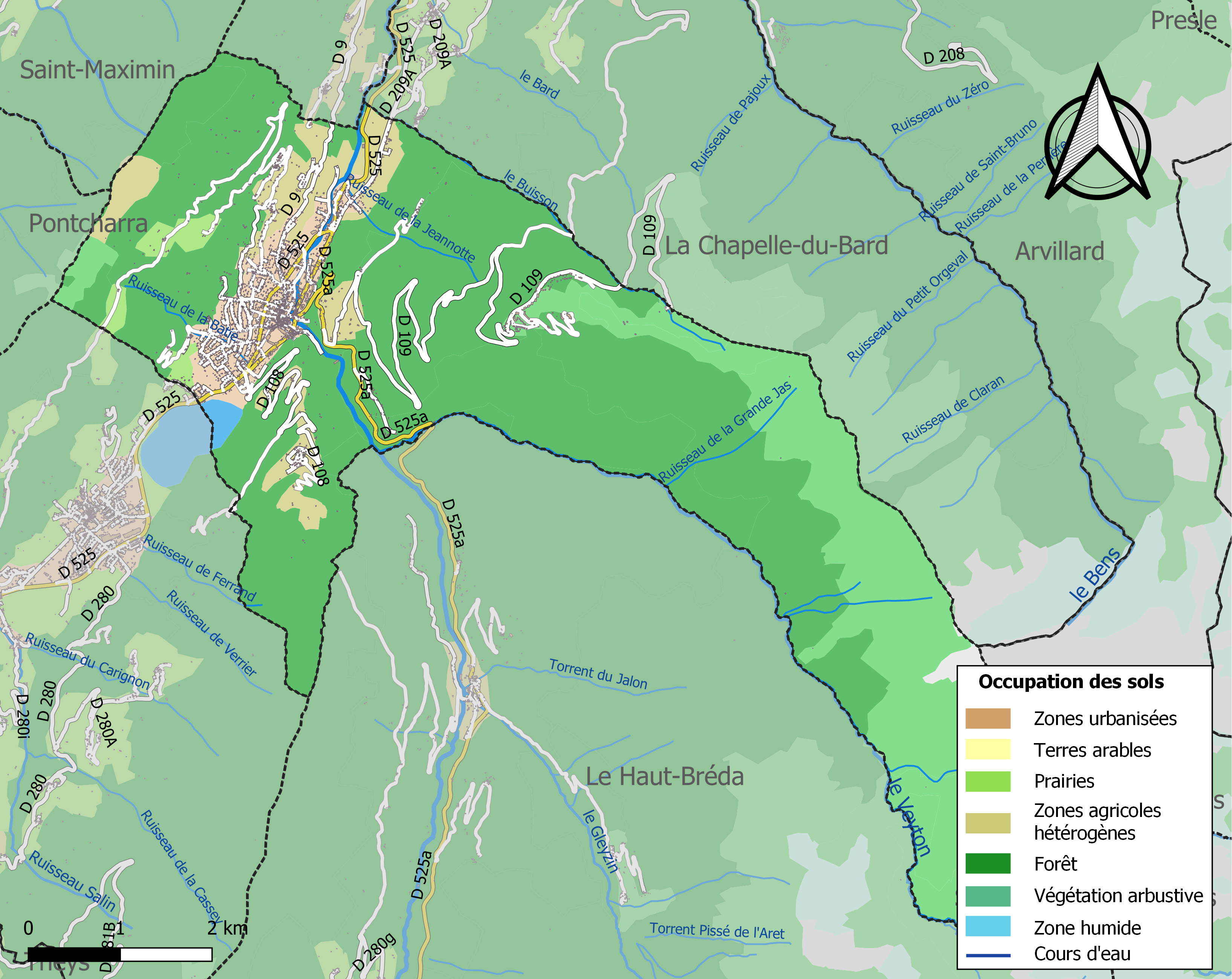
Carte de la commune d'Allevard avec la route départementale 109 au centre du territoire communal.

La route adopte une direction générale vers l'est. Elle débute juste au-dessus d'Allevard, à 555 mètres d'altitude, au niveau de la route départementale 525a qui mène à la vallée du Haut Bréda. Pénétrant très vite dans la forêt, elle atteint le Collet d'Allevard à 1 400 mètres d'altitude au bout de dix virages en lacet et un dernier permet de gagner le Super Collet, à 1 640 mètres d'altitude. La déclivité moyenne est de 7,5 % et elle atteint 14 % sur les cent mètres les plus raides.

## Ascension cycliste

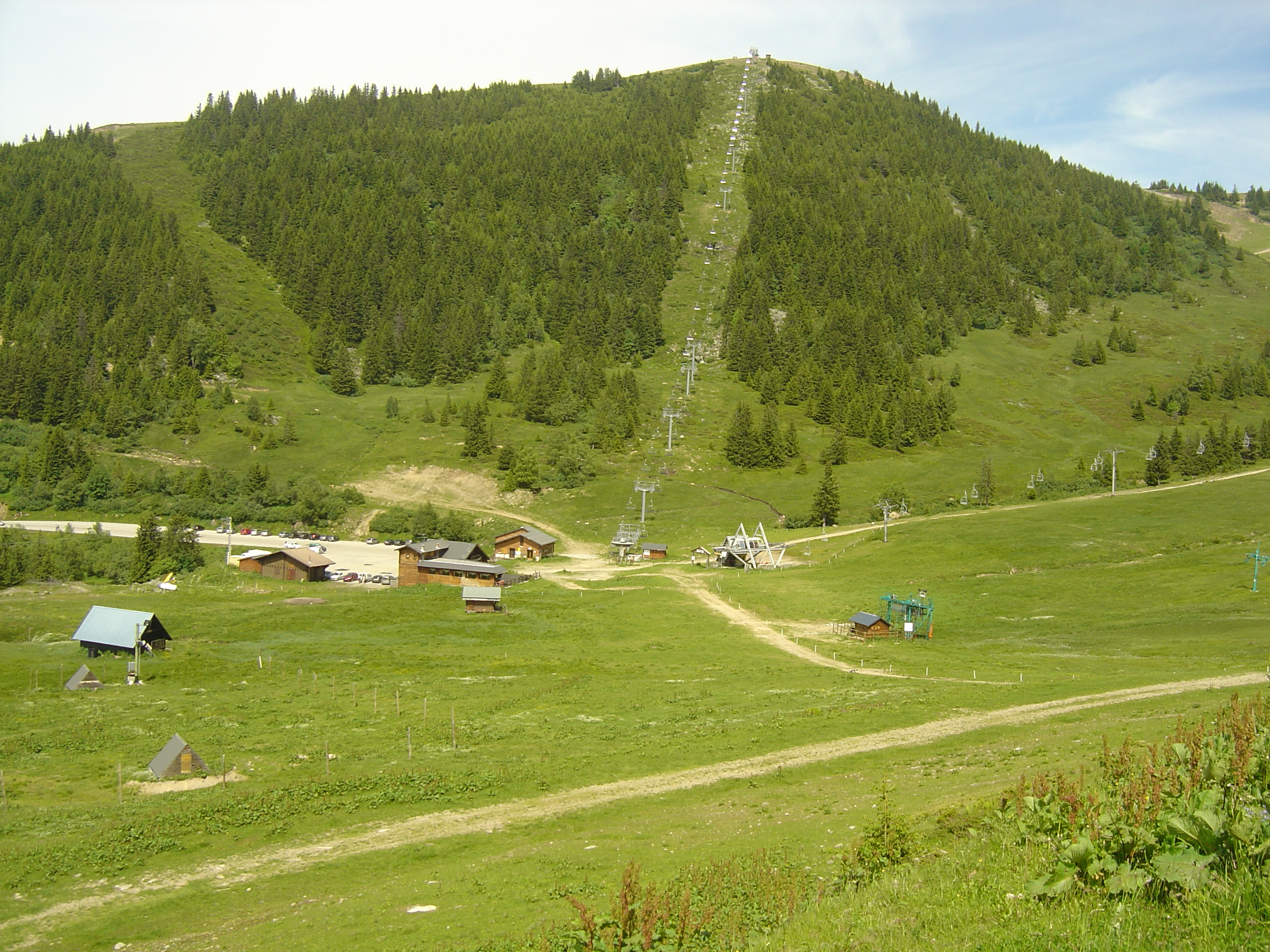
Le Super Collet à l'extrémité est de la route départementale 109 et but de l'ascension.